# Пекари (Західнопоморське воєводство)
Пекари (пол. Piekary) — село в Польщі, у гміні Чаплінек Дравського повіту Західнопоморського воєводства.